# Clemens von Podewils-Dürniz
Hans Maria Clemens Franz Konstantin Freiherr von Podewils-Dürniz, från 1911 Graf von Podewils-Dürniz, född 17 januari 1850 i Landshut, död 14 mars 1922 i München, var en bayersk politiker, brorson till Philipp von Podewils, farfar till Clemens von Podewils-Juncker-Bigatto.
Podewils-Dürniz var bayerskt sändebud i Rom 1887–95 och i Wien 1895–1902, blev 1902 bayersk kultusminister samt 1903 utrikesminister och ministerpresident. Från friherrligt stånd upphöjdes han 1911 till greve och avgick i februari 1912 i samband med då pågående kyrkopolitiska strider i Bayern.